# Туркмен (посёлок)
Туркмен — посёлок в Клинском районе Московской области России. Входит в состав городского поселения Решетниково. Население — 201 чел. (2018).

## География
Расположен в северной части района, примерно в 22 км к северо-западу от центра города Клина, на границе с Тверской областью. Связан автобусным сообщением с районным центром. В посёлке 5 улиц — Восточная, Спортивная, Центральная и Южная, отдельно от основной части посёлка расположена ул. Лесная (по факту улицы, как таковой, нет), местными жителями дома по ул. Лесной называются словом "хутор". Соседние населённые пункты — посёлок городского типа Решетниково, деревни Копылово и Вельмогово.

## История
Основан в 1926 году как посёлок рабочих торфоразработок, обеспечивающих энергетическим торфом Реутовскую текстильную фабрику, которая в то время была передана Туркменской ССР и называлась «Туркмануфактура». Отсюда название посёлка.
Указом Президиума Верховного совета РСФСР от 20 сентября 1968 года из Конаковского района Калининской (ныне Тверской) области был включён в состав Клинского района Московской области и передан в административное подчинение посёлку Решетниково.
С 2006 года — посёлок городского поселения Решетниково Клинского района.

## Население
| 2002 | 2006 | 2010 | 2012 | 2013 | 2014 | 2015 |
| ---- | ---- | ---- | ---- | ---- | ---- | ---- |
| 145  | ↗156 | ↗206 | ↗212 | ↗213 | ↗218 | ↗219 |
| 2016 | 2017 | 2018 |      |      |      |      |
| ↘210 | ↘201 | →201 |      |      |      |      |

## Известные жители
- Шаламов Варлам Тихонович — русский прозаик и поэт. С 23 июля 1954 года по 10 октября 1956 года жил и трудился в посёлке агентом по снабжению на Решетниковском торфопредприятии[17].